# Ґардіан
Ґа́рдіан (англ. The Guardian — англ. Вартовий) — британська газета, що належить Guardian Media Group. Виходить у Лондоні і Манчестері. Вважається однією з найкращих газет Великої Британії. Була заснована в 1821 році під назвою «Манчестер Ґардіан» (англ. The Manchester Guardian) і стала щоденною газетою в 1855 році. 1959 року слово «Манчестер» з назви прибрали, оскільки газета стала загальнонаціональним щоденником із міжнародною репутацією. 1936 року один із найвпливовіших редакторів газети Ч. П. Скотт (англ. C. P. Scott) створив грошовий Фонд Скотта, який мав на меті забезпечити газеті незалежну форму власності. Нині газета все ще належить цьому фондові. Газета займає незалежну позицію у своїх передових статтях, але надає велику увагу широті та глибині охоплення новин.
Газета дотримується лівоцентристської орієнтації, має популярність серед ліберальної читацької аудиторії Великої Британії та велику кількість читачів у всьому світі. Виходить у кольоровому форматі, але в деяких інших країнах ще зберігся чорно-білий варіант (Африка та Гонконг). Газета отримала декілька впливових нагород, зокрема Нагороду Британської преси в 1999 та 2006 роках. На думку багатьох, Ґардіан має найкращу електронну версію в інтернеті.

## Історія та сьогодення
Нині «Ґардіан» — один із найповажніших медіаканалів світу. Заснував його манчестерський торговець бавовни і за сумісництвом журналіст Джон Едвар Тейлор, який вирішив видавати газету під впливом подій, що відбулися 16 серпня 1819 року й отримали назву Манчестерська бійня. Із дня заснування до 1959 року газета видавалася під назвою «Манчестер Ґардіан» (The Manchester Guardian).
Найвідомішим головним редактором видання був Чарльз Прествіч Скотт), що обіймав цю посаду упродовж 57 років — з 1872 по 1929 рік. За цей час газета стала загальнонаціональною, а сам Скотт проголосив принцип «коментарі можуть бути будь-якими, але факти — священні», якого видання дотримується до сьогодні.
«Ґардіан» вважається ліберальною газетою на противагу консервативній «Таймс». Це одна з газет, чиї статті ледь не щодня передруковують світові інтернет-ресурси; з тих, на які часто посилаються як на безсумнівне джерело.
«Не можна зводити сенс існування газети до заробляння грошей», — переконані у редакції. «Газета — інституція набагато ширша, ніж просто бізнес». Це твердження можна вважати наріжним каменем діяльності «Ґардіан». Його разом із п'ятьма редакційними принципами зазначив ще в 1921 році містер Скотт: чесність, чистоту, сміливість, справедливість, почуття обов'язку перед читачами та громадськістю.
Стаття пана Скотта з викладом цих засад вийшла до 100-річчя видання — стільки років знадобилося англійським газетярам, щоб визначитися зі своїм місцем у суспільстві.
Працівники редакції не стверджують, що видання нині повністю відповідає цим критеріям, однак всіма силами намагаються досягти цього. Крім того, видання проводить такий собі аудит власної соціальної, етичної та «екологічної» поведінки (наскільки вона відповідає проголошеному в статтях). Це називається «життя відповідно до цінностей», а якщо простіше — роби так, як спонукаєш чинити читачів.
З червня 1936 року «Ґардіан» починає оформлювати засади незалежності. Один із синів Ч. П. Скотта Джон Расел передає права власності на газету піклувальній раді Скотт-Трасту (Scott Trust). При цьому одним із головних пріоритетів розвитку видання наголошується збереження традицій незалежної газети. Сім'я Скоттів зберігає інтереси керування до 1984 року. Далі ці функції перекладаються на «Ґардіан Медіа Груп» (Guardian Media Group), а власником єдиної акції газети залишається Скотт-Траст, якому належать й інші медіа, прибуток при цьому перерозподіляється й на фінансування головної газети. Головний редактор «Ґардіан» — член наглядової ради її директорів.
Інноваційним стало введення в штат редакції посади «народного редактора» (омбудсмена, який, не дивлячись на штатну посаду, відстоює інтереси не газети, а читачів), що суттєво підвищило рівень довіри до видання. Щодо візуальної складової виробництва, то «Ґардіан» стала першим у Британії повноколірним виданням газетного типу, але використання фарб — це не залицяння перед читачами, а впровадження нових форм діалогу з аудиторією.

## Хронологія «Ґардіан»

### 1821
Джон Едвар Тейлор заснував «Манчестер Ґардіан» (англ. The Manchester Guardian) як щотижневу газету ліберальної спрямованості. Уперше газета вийшла в суботу 5 травня 1821 року й коштувала 7 доларів. У цьому ж році її тираж досяг 1000 примірників.

### 1871
Ч. П. Скотт (англ. C.P. Scott) приходить у газету. Уже в 1872 році (у віці 26 років) він став її редактором і протримався на посаді 57 років. Саме під його керівництвом газета здобула світову популярність. 1907 року Скотт купує газету в сина засновника «Ґардіан» і відразу проголошує, що це виключно незалежне видання, яке не призначене для відстоювання чиїхось особистих інтересів.

### 1936
Джон Рассел Скотт (англ. JR Scott), син Ч. П. Скотта, організував піклувальну раду Скотт-Траст (англ. Scott Trust). Цей принцип володіння газетою гарантує виданню повну незалежність і в наші дні.

### 1952
Спочатку на першій шпальті друкуються не рекламні оголошення, а новини.

### 1959
Назва газети змінюється із «Манчестер Ґардіан» на «Ґардіан». Ця зміна засвідчує, що «Ґардіан» за змістом не була локальною газетою. Популярною вона стала завдяки висвітленню національних та міжнародних проблем і подій. 1961 року газета починає видаватися не тільки в Манчестері, але і в Лондоні. Назва газети «Ґардіан» спровокувала подальші проблеми, пов'язані з дублікатами назви.

### 1988
«Ґардіан» радикально змінює свій дизайн: газета поділяється на дві секції і в ній починають використовувати новий принцип яскравих заголовків. У Європі запущена міжнародна версія видання.

### 1995
Редактором «Ґардіан» призначений Алан Русберг. Це лише восьмий редактор за 130-річну історію газети.

### 1999
Розпочала свою роботу мережа вебсайтів The Guardian Unlimited. Ґардіан стала першою національною газетою, яка запропонувала крос-медійну рекламну платформу.

### 2004
Запущена електронна версія «Ґардіан».

### 2005
«Ґардіан» змінює формат на Berliner. Тепер розмір газети представляє щось середнє між широкошпальтовим виданням і таблоїдом.

## Головні редактори
- Джон Едвард Тейлор[en] (1821—1844)
- Джеремі Ґарнет[en] (1844—1861)
- Рассел Скот Тейлор (сумісно з Джеремі Ґарнетом) (1847—1848)
- Едвард Тейлор (1861—1872)
- Чарльз Прествич Скот[en] (1872—1929)
- Тед Скот[en] (1929—1932)
- Вільям Персіваль Крозьє[en] (1932—1944)
- Альфред Пауел Водсворд (1944—1956)
- Елестер Гетерінгтон[en] (1956—1975)
- Пітер Престон[en] (1975—1995)
- Алан Расбріджер[en] (1995 — по сьогодення)

## Критика газети по відношенню до Ізраїлю
За даними британської проізраїльської громадської організації англ. Honest reporting, ставлячи собі за мету збалансоване освітлення дій Ізраїлю в ЗМІ (що, на її думку, має часто антиізраїльський ухил) «Ґардіан» відома постійним своїм «ухилом» у бік арабської, антиізраїльської точки зору.
Схожої думки дотримуються й деякі інші джерела.
Томас Гросс, як приклади надрукованого у Ґардіан, наводить карикатуру зірки Давида на пов'язці навколо покривавленого кулака, або використання терміна «єврейське поселення» у повідомленні про обстріл ізраїльського міста Сдерот.
У 2004 році, на знак протесту проти антиізраїльського «зсуву» «Ґардіан», її залишила одна з провідних колумністок Джулія Берчил.
Єврейська енциклопедія пише про «антиізраїльські, а інколи й неприховані антиєврейські позиції» газети «Ґардіан» наприкінці 1990-х — на початку 2000-х років.
У своєму блозі Юлій Едельштейн (міністр інформації та діаспори Ізраїлю) опублікував відкрите звернення до редактора «Ґардіан». Міністр був незадоволений редакційною політикою «Ґардіан». Найбільше Едельштейна обурював надрукований у газеті лист Теда Хондеріка, який нібито відкрито закликав до палестинського терору проти Ізраїлю.  [Архівовано 5 грудня 2014 у Wayback Machine.]

## Структура щоденного випуску
Кожного дня від понеділка по суботу «Ґардіан» потрапляє до роздрібної торгівлі та передплатникам у повноколірному варіанті у форматі «берлінер». Газета має сталу структуру, яка дозволяє читачам вільно орієнтуватися у різноманітті питань, що висвітлюються. Аудиторія АВС-1, на яку орієнтується видання, досить вибаглива щодо якості інтерпретації інформації та оформлення медіапродукту. Як і «Таймс» (англ. «The Times»), «Ґардіан» має розгалужену мережу власних кореспондентів по всьому світові та наповнює шпальти ексклюзивним контентом.
Газета відповідає на запити не лише британських читачів. Тижневик «Ґардіан Віклі» (англ. «Ґардіан Weekly») позиціонує себе як глобальна тижнева газета, що надає подієву та аналітичну інформацію з питань політики, фінансів, культури, науки, спорту, спираючись на ресурси газети «Ґардіан» та використовуючи за домовленістю матеріали «Вашингтон Пост» (англ. «The Washington Post») та «Монд» (англ. «Le Monde»). Видання виникло після підписання Версальського договору 1919 р. і наголошувало на місії «…розповідати про найкращі та найцікавіші публікації „Ґардіан“, які є найхарактернішими і мають актуальність, незалежну від часу». Читачі понад 100 країн дізнаються про новини міжнародного масштабу з глобального тижневого додатку «Ґардіан». За даними на кінець 2012 р. близько 90 % накладу поширювалось за межами Британії.
Щоденний випуск самої «Ґардіан» включає традиційні для якісного видання секції: «Національні новини», «Міжнародні новини», «Наука», «Бізнес», «Економіка», «Коментарі», «Головне», «Некрологи», «Погода», «Кросворд». Спортивні події висвітлюються в основному блоці зі вівторка по п'ятницю. У понеділок та суботу «Спорт» має вигляд структурного невіддільного додатку. У редакції спортивної інформації працюють як журналісти, так і професійні спортсмени та тренери — Шон Едвардс (англ. Sean Lawrence Guy Edwards), Девід Джеймс (англ. David Benjamin James), Девід Пліт (англ. David Plitt).
Історії читацького інтересу, соціальні питання, новини шоу-бізнесу, моди, поп-культури, телебачення, радіо- і телепрограма, а також головоломки згруповані в іншому невіддільному додатку — газеті журнального формату G2. Ця вкладка видається з понеділка по п'ятницю і пишеться окремою редакцією. Журналісти G2 можуть дозволити собі деякі публіцистичні пустощі, додаючи в матеріали «перчинки» та сенсацію чи повідомлення. Сам додаток має яскравий дизайн, а великі фотоілюстрації сприяють невимушеному читанню. Кожен день тижня з'являється тематична секція G2. «Ґардіан» вважає, що при загальному накладі 204 222 примірники читацька аудиторія G2 складає 1,4 млн осіб.
По суботах «Ґардіан» має більший обсяг, ніж по буднях, і, відповідно цей випуск коштує дорожче: 2 фунти стерлінгів 20 пенсів у порівнянні з 1,40 кожного дня. Окрім основної секції читачі суботнього випуску отримують додатки.
Фотожурналістика «Ґардіан» не лише один із взірців для наслідування, це й досить прибутковий бізнес для редакції. Окрім банку фото даних для ЗМІ з 2012 р. функціонує служба, у якій усі охочі можуть придбати світлини з більш ніж двохсотрічного архіву газети. На продаж виставлені майже 300 фотографій, мінімальна вартість екземпляра розміром 20 × 40 см становить близько 20 фунтів стерлінгів. Кожне фото має за собою якусь історію, усі вони були зроблені спеціально для газетних шпальт. Більшість надрукована лише 1 раз, а деякі кадри взагалі ніде не публікувалися. Серед найрозповсюдженіших сюжетів — пейзажні кадри, жанрові замальовки, фото зі спортивних заходів, портрети видатних осіб.
Як недільний варіант з 1993 р. видається споріднена «Спостерігач» (англ. «The Observer»). Газета існує з 1791 р. і являє собою найстаріше у світі недільне видання. До об'єднання з «Ґардіан» існувала окремо.

## Крос-медійна діяльність «Ґардіан»
Окремою службою guardian.co.uk виведена агенція з працевлаштування «„Ґардіан“ Робота» (GuairdianJob), яка не лише гарантує захист від шахраїв, але й розсилає персональні повідомлення пошукачам та роботодавцям на електронну пошту і через Твіттер. Майстер класи «Ґардіан» широко використовуються при підготовці журналістських кадрів не лише самою газетою, а й іншими медіа світового, національного та локального масштабу. Ресурс являє добірку різноманітних курсів (від короткострокових до фундаментальних) з різних дисциплін: письменницька творчість, журналістика, фотографія, дизайн, кіно і цифрові медіа, музична та культурна діяльність. Програми курсів побудовані на базі практичного досвіду журналістів «Ґардіан» та сучасних розробок медіа-індустрії. Майстер класи проводяться як у самій редакції, так і дистанційно в онлайн режимі. Книгарня газети налічує близько 200 000 видань, які для клієнтів ЗМІ розповсюджуються з 20 % знижкою.

## Інтернет-ресурс «Ґардіан»
У вас може з'явитися набагато більше можливостей, якщо замість того, щоб ігнорувати інших людей, залучите їх до своєї діяльності.
— Алан Расбріджер), редактор «Ґардіан».

Це основна ідея відкритої журналістики газети «Ґардіан». Саме за ним редакція діє, починаючи від появи у всесвітній мережі сторінки видання в 1999 р. Поступово редакція дійшла думки, що створення цифрової копії газети, навіть із додатковими сервісами — шлях безперспективний. Політика відкритої журналістики починається з відкритого інтерфейсу, коли відвідувачі можуть вільно заходити на сайт і активно брати участь в інформаційному обміні. Ось чому протягом вже більше 10 років «Гарідан» уважно стежить за інноваціями в інтернет-товаристві, впроваджуючи технології, які не тільки доречні ресурсу новинного типу, але й мають аудиторний потенціал. Сьогодні це електронний журнал майбутнього Flipboard — безкоштовний додаток для створення персональних стрічок новин із різних джерел у тому числі з Google Reader, Фейсбука, Твіттера, Інстаграма, LinkedIn, Tumblr, Flickr тощо.
Ми поки не знаємо, чи стане ця політика для нас сприятливою, чи матиме негативні наслідки, але зараз ми з упевненістю можемо сказати, що кожен місяць у «Ґардіан» з'являються мільйони нових читачів.
— говорить Алан Расбріджер.
Заохочення участі читачів у процесі видання газети призвело до величезного потоку інформації на інтернет-сайті газети. Статтю про стрілянину в Колорадо прокоментували 1 165 осіб, у порівнянні з 11 коментарями на сайті «Таймс», за доступ до якого потрібно платити. На сайті «Ґардіан» спостерігається збільшення кількості коментарів на 66 % щорічно. Рейтингова агенція Comscore визначила, що сайт «Ґардіан» знаходиться на третьому місці серед газетних ресурсів світу за популярністю. Кількість унікальних відвідувачів на жовтень 2012 р. склала 38,9 млн осіб.
guardian.co.uk сьогодні — це окремо зареєстрований медіа-ресурс, що за даними на кінець 2012 р. має 3 млн 681 тис. щоденних унікальних відвідувачів, 717,5 тис. користувачів мобільною версією. При цьому британська аудиторія становила 24,2 млн, а світова — 44,4 млн унікальних користувачів.
Політика відкритості не лише розширює читацьку аудиторію, а й дозволяє виданню долати економічні негаразди, бо більший обсяг робиться з меншими витратами. Наприклад, у планах «Ґардіан» віддати висвітлення половини матчів із крикету читачам. У результаті інформаційний обсяг збільшиться, а кількість журналістів, задіяних у темі, зменшиться до декількох одиниць. Фінансові труднощі позначаються насамперед на редакції новин. Їх постійно скорочують і, звісно, страждає новинне наповнення видання. Підхід «Ґардіан» — вимушений захід, який допомагає вийти з ситуації з найменшими втратами.

Аналогічно організована інтернет-сторінка газети, присвячена проблемам навколишнього середовища. Вона є найпопулярнішим сайтом у своєму роді, незважаючи на те, що над наповненням працюють лише шість штатних працівників. Яким чином вони творять увесь обсяг подієвих текстів? Річ у тім, що на сайті викладають власну інформацію 29 блогерів.
Ми є платформою як для контенту інших людей, так і для власного контенту.
— Алан Расбріджер.
Існує реальна можливість заробляти гроші на подібних сайтах: наприклад, якщо на сайті газети, присвяченому фотографії, завантажено 10 тис. світлин, то виробники камер захочуть розташувати там свою рекламу.

Звичайно, друковану версію сайт не замінює. Влітку «Ґардіан» заявила, що до кінця 2012 р. припинить видання друкованої версії в США і повністю перейде на цифровий формат. Але при цьому АланРасбріджер (Alan Rusbridger) вважає, що місце для друкованої преси все ще є, і в фінансовому плані вона вигідніша, ніж електронна.
В нашому розумінні, насамперед інтернет-газета — це величезний сайт з невеликою командою, який працює на газету. Завдання друкованої версії — пропонувати читачеві аналіз і пояснення, а не просто новини.
— зазначено на сайті Guardian.co.uk.
У структурі сайту функціонує ціла низка сервісів, які диференціюються за тематикою та призначенням.
Окремо слід зупинитися на блоговій діяльності Ґардіан. Британські вчені Ніл Турман (Neil Thurman) і Анна Волтерс (Anna Walters) з'ясували, що блоги на цьому ресурсі на 300 % популярніші за інформаційні та аналітичні статті. Вони поступаються тільки фотогалереям, які йдуть у беззаперечних лідерах.
Блогкомунікацію видання розпочало ще в 1999 р., але до 2005 р. назвати її успішною можна було лише умовно. Ситуацію змінили повідомлення про серію терактів у Лондоні 7 липня 2005 р. Відтоді такий формат починає не лише активно використовуватися для висвітлення новин політичної, громадської та культурної проблематики, а й оформлюватися у певну структуру. Деякі теми плануються заздалегідь, інші — виникають як реакції на події без чітко сформульованої ідеї та концепції. При цьому різноманітні теми для обговорення згруповані за тематикою та викладені в рубриках певних розділів сайту. Працюють новинний блог, мистецький, технологічний, освітній, науковий, економічний, політичний, спортивний, блог розваг, блог мандрівника, блог користувача комп'ютером, блог цифрового контенту, блог зіркових новин, блог для відвідувачів ресторані та кав'ярень, блог порад садівникам, блог вільних коментарів, персональні блоги авторів «Ґардіан» (Ґардіан).
Цікаво відбулося введення нових параметрів роботи журналістів із даними. Декілька років тому редактор відділу новин «Ґардіан» (Ґардіан) Саймон Роджерс (Simon Rogers) задумався про те, що дані, які він збирає для своїх заміток, можливо, гідні кращої долі, ніж померти в забутті на жорсткому диску. Раптом вони самі по собі можуть бути цікаві читачам? Зрештою, тут не звинуватиш ЗМІ в горезвісній «інтерпретації», а в читача є маса власних завдань, для яких йому можуть знадобитися ваші дані.

Так з'явилися на світ блог даних «Ґардіан» (Ґардіан Data Blog) і проєкт Відкрита платформа (Open Platform), який надає зацікавленим розробникам доступ до контенту і інформацією «Ґардіан» для створення власних додатків.
Ми дедалі більше і більше помічали інтерес людей до вихідної інформації. В інтернеті багато сирої інформації, але якщо ви шукаєте щось конкретне, то натикаєтеся на мільйони варіантів і копій одних і тих же баз даних. Так звідки ви знаєте, яка з копій справжня? А ми вже виконали цю роботу для наших читачів, тому що нам потрібно було знайти вірну інформацію для матеріалів газети. А ще ми спочатку гадали, що наші дані будуть братися розробниками різних додатків як вихідні. Було відчуття, що багато розробників потребують сирої інформації, і саме вони будуть використовувати наш блог даних і Відкриту платформу, щоб отримати більше трафіку на свої додатки. А насправді вийшло, що звичайні люди стали використовувати блог даних так само часто, як і девелопери. Можливо, навіть частіше, ніж девелопери.
— ділиться досвідом Саймон Роджерс (Simon Rogers).
До звичайних людей «Ґардіан»(Ґардіан) відносить тих користувачів, які шукають конкретні цифри.
Сервіс безкоштовний, переглядати його може будь-хто, коментування дозволяється після безкоштовної реєстрації. Дані викладаються у форматі Google Docs, що робить їх легкодоступними.
Автор витрачає близько двох годин на оформлення інформації в тому вигляді, який прийнятий на блозі даних. Над сервісом працює обмежена кількість авторів (5—6), але час від часу залучаються працівників інших відділів редакції.
Окрім Блогу даних на сайті також функціонує індекс даних (Data Index), що надає користувачам доступ до урядової інформації різних країн. Інформацію не завантажують на сайт «Ґардіан», а лише допомагають здійснити коректний пошук, виводячи на відповідні гіперпосилання.
Описаний проєкт є досить прибутковим для редакції. Під час виборів він мав близько мільйону переглядів на місяць. Редакція планує робити гроші на керуванні та інтерпретації даних. Вона вважає, що цей вид журналістики має величезний потенціал.
guardian.co.uk — це окремо зареєстрований медіа-ресурс. Кожного місяця його відвідує 90,5 млн чоловік, серед яких 54 % чоловіків і 46 % жінок. Принципи сайту повністю відповідають принципам газети «Ґардіан». Мета інтернет-ресурсу — бути незалежним як у редакційному, так і у фінансовому плані, дбати про екологію, відстоювати соціальну справедливість.
Сайт «Ґардіан» вирізняються тим, що на його головній сторінці є стрічка новин («Breaking news»), яка постійно змінюється. Головний матеріал також змінюється впродовж дня. Завдяки «Today's paper» користувач отримує список найважливіших матеріалів на думку редакції. До того ж користувач може обрати варіант газети — англійський, американський чи австралійський. Медіа-ресурс пропонує 11 рубрик.
У кожній із них є ще велика кількість підрубрик і тем, які спрощують пошук потрібної інформації. Тут, серед великого новиннєвого потоку, ще є і рубрики з корисною інформацією. Наприклад розділ «Kids books» присвячений дитячим книжкам, які вже розділені на вікові групи. «Guardian holidays» — допоможе обрати тип відпочинку (враховуючи бажану дату, країну і бюджет). Підрубрика «Life Navigator» — це ціла мапа з важливими життєвими подіями та ситуаціями(весілля, отримання спадку, потреба в лікуванні): обравши потрібну сферу, користувач отримує статті-поради на цю тему. Матеріалами з сайту
можна поділитися у Facebook, Twitter і електронною поштою. Багато публікацій супроводжуються фото-, відео- і аудіо файлами.
guardian.co.uk має власний архів. Деякі матеріали можна переглянути безкоштовно, але переважно він платний. При підписці на архів користувач отримує доступ до 1,2 млн газет «Ґардіан» (з 1791 року). Архів включає статті, фото, графіки, оголошення, некрологи (в тому числі і весільні). Школи і бібліотеки мають можливість отримати доступ до більш професійної версії архіву.
Медіа-ресурс «Ґардіан» містить багато додаткових опцій. Серед них:
- Друкований варіант газети і всіх її додатків за останні 2 тижні
- Інформаційна стрічка новин з інших видань Великої Британії, ТБ і радіо країни
- «Pro Qwest» — відділ з історичними газетами (починаючи з 1764 року газетою «Hartford Courant» і до видань сучасності)
- «Online Dating» — позиціонує себе як сайт знайомств не лише для тих, хто хоче завести стосунки, а і для знайомств по інтересам
- "GuairdianJob — агенція з працевлаштування. Вона не лише гарантує захист від шахраїв, але й розсилає персональні повідомлення пошукачам та роботодавцям на електронну пошту і через Твіттер
- "Майстер класи «Ґардіан» — добірка різноманітних курсів із різних дисциплін (письменницька творчість, фотографія, цифрові медіа тощо). Програми курсів розроблені на базі практичного досвіду журналістів «Ґардіан». Вони використовуються при підготовці журналістських кадрів не лише самою газетою, а й іншими медіа
- "Книгарня «Ґардіан» — налічує близько 200 тис. видань (для клієнтів ЗМІ вони розповсюджуються з 20 % знижкою)
- «Data Index» — індекс даних, який надає користувачам доступ до урядової інформації різних країн. Цю інформацію не завантажують на сайт «Ґардіан», а лише допомагають здійснити коректний пошук, виводячи на відповідні гіперпосилання. Цей проєкт під час виборів мав близько мільйона переглядів на місяць. Редакція планує і надалі розвивати «Data Index», адже вважає, що цей вид журналістики має величезний потенціал.

Щодо присутності у соціальних мережах, то були часи, коли трафік на «Ґардіан» із Фейсбук (Facebook) був більшим, ніж пошуковий трафік із Гугла (Google). Сьогодні ситуація змінилися. Алгоритм соціальної мережі не дозволяє користувачам потрапити на сайт видання, використовуючи посилання. Вони опиняються на Фейсбук-додатку. Впроваджувати на такі сторінки рекламні елементи не можна, а газета (у цьому випадку «Ґардіан») вимушена віддавати свій контент, дозволяючи Фейсбуку (Facebook) отримувати усі основні дивіденди від нього. З 2012 р. Ґардіан Медіа Груп (Guardian Media Group plc) припинила співпрацю з соціальними мережами, а посилання, які трапляються в них будуть приводити напряму на сайт видання, переводячи трафік у потрібне русло.

## Власність
«Ґардіан» є частиною «Guardian Media Group» газет, радіостанцій, друкованих ЗМІ, включаючи «Спостерігач» (англ. «The Observer») недільну газету, «Ґардіан Віклі» міжнародну газету та guardian.co.uk. Все вищезгадане належало Скотт-Трасту (англ. The Scott Trust), благодійному фонду, який існував між 1936 і 2008. Він був спрямований на забезпечення газеті редакційної незалежності, підтримуючи її фінансовий стан. На початку жовтня 2008 року, активи Скотт-Трасту (англ. The Scott Trust) були передані Скотт-Траст Лімітед (англ. Scott Trust Limited). Дам Ліз Форган, голова Скотт-Трасту (англ. The Scott Trust), запевнила персонал, що цілі нової компанії залишався в рамках попередніх домовленостей. Ґардіан починає нести збитки. Національна Газета повідомила, що в 2006 році збитки склали 49,9 млн £ (є значна різниця в порівнянні з попереднім роком — 18,6 млн £ в 2005 р.)
«Ґардіан» — це єдина британська щоденна загальнонаціональна газета, яка використовує внутрішній ombudsman (так званий «редактор читачів») для розгляду скарг та виправлень.
«Ґардіан» і його групи брали участь у Project Syndicate, встановленому Джорджом Соросом, в 1995 році, щоб зберегти Майл та Ґардіан (англ. Mail & Guardian), в Південній Африці, але «Ґардіан Медіа Груп» (англ. GMG «Guardian Media Group») продала велику частину своїх акцій в Mail & Guardian у 2002 році.
«Ґардіан» зазнала великих збитків, тому не виключено, що вона може стати першою британською національною щоденною газетою виключно в Інтернеті.
Протягом трьох років, аж до червня 2012 року, газета втратила £ 100,000, що наштовхнуло на логічне питання — чи зможе «Ґардіан» вижити.

## Зміни 2005 року в газеті «Ґардіан»
Формат «берлінер» схожий за зовнішнім виглядом із таблоїдним формату А3, проте трохи відрізняється від нього за розмірами. Змінився в новій версії «Ґардіан» і шрифт матеріалів, і логотип. Нове зображення назви газети зроблено білими літерами на фіолетовому тлі. На думку експертів із вивчення британського медіа-ринку, «новий логотип став більш схожим по дизайну на логотипи інтернет-видань».

## Зміни 2006 року в газеті «Ґардіан»
У 2006 році на зменшений формат перейшли і видаваний «Ґардіан», і недільний тижневик The Observer.

## Нагороди
Щороку газету «Ґардіан» відзначають за різноманітні досягнення у журналістиці як британські, так і світові організації. Так у 2002 році за передову статтю під назвою «Оголошення війни» (12 вересня 2001) газета отримала звання «Front Page of the Year». У 2006 «Ґардіан» дісталася нагорода від Товариства газетного дизайну (Society for News Design). Газета ввійшла до переліку світових видань із найкращим дизайном  [Архівовано 20 жовтня 2014 у Wayback Machine.].
Газета була удостоєна спеціальної нагороди ФАО (2013). Редакторська група рубрики «Ґардіан» з питань глобального розвитку здобула премію Боерма за висвітлення питань пов'язаних із сільським господарством, продовольчою безпекою і бідністю. Журналісти уміло показали прогрес, що був зроблений на шляху до досягнення Цілей розвитку тисячоліття (ЦРТ) [Архівовано 20 жовтня 2014 у Wayback Machine.].
У 2014 році «Ґардіан» здобула Пулітцерівську премію у номінації «За служіння суспільству» [Архівовано 10 грудня 2014 у Wayback Machine.]. Матеріали були написані на основі секретних документів про роботу американських спецслужб. Їх надав колишній співробітник ЦРУ і АНБ Едвард Сноуден. На думку комітету премії, газета «своєю напористою подачею інформації допомогла запалити іскру дискусії про державне стеження і протиріччя між сферами безпеки і приватного життя». Автор цих публікацій — Гленн Гріноулд удостоєний премії Джорджа Полка (2014) [Архівовано 5 грудня 2014 у Wayback Machine.].
«Ґардіан» стала володарем двох престижних нагород (2013), які щорічно присуджує Асоціація онлайн-новин (Online News Association). Газету відзначили за матеріали Сноудена. Оргкомітет премії звернув увагу на інноваційний підхід «Ґардіан» до журналістського розслідування  [Архівовано 29 серпня 2014 у Wayback Machine.].
У 2014 році «Ґардіан» удостоєна звання «Газети року» (National Newspaper of the Year) на щорічній церемонії нагородження British Press Awards. Тоді ж видання здобуло першість і в інших номінаціях:
- «Молодий журналіст року» (Young Journalist of the Year). Нагорода дісталася Патріку Кінгслі (Patrick Kingsley) за ряд викривальних матеріалів: «Egypt doctors told to operate on rebels without anaesthetic», «Gunfire in Cairo: the anatomy of a massacre», «The family firm».
- «Журналіст року» (News Reporter of the Year). Перемогли Роб Еванс та Пол Льюїс (Rob Evans and Paul Lewis) за публікації про жорстокі правопорушення з боку поліції: «Police stole dead children's IDs/Police spies», «McLibel leaflet was co-written by police spy», «Police spied on Lawrence family/Their son was killed by racists: So why did the police spy on them?»
- Краще інтернет-видання Британії (The Digital Award).

## Прізвисько
Прізвисько «Ґраніад» (англ. «The Grauniad», іноді скорочене до «Graun») — анаграма від Ґардіан — було дане газеті сатиричним журналом «Приватний детектив» (англ. Private Eye). Воно було пов'язане з тим, що газета стала вельми відома великою кількістю друкарських помилок, як-от неправильне написання власної назви «Ґардіан». Домен grauniad.co.uk зареєстрований на ім'я газети і перенаправляє всі запити на офіційний сайт газети.
Перший випуск «Ґардіан» також містив низку помилок. Можливо, найпомітнішою була друкарська помилка в замітці про торги, у якій слово «аукціон» (auction) було надруковано у вигляді «atction».

### Офіційна сторінка
- Офіційна сторінка

### Українські переклади
- Квінн Слободян. Сіскайський експеримент: лібертарна казка в Південній Африці часів апартгейту // The Guardian, 23 March 2023.